# Caspar Due
Caspar Due (också kallad Casper Due, Casparus Due och Kaspar Duva), död 1679, var en friskyttekapten med härkomst från Polen som var bosatt i byn Norje i Blekinge. Han skrev sitt eget namn som Casper Due. 
Förde under Skånska kriget befäl över Casparus Dues friskyttekompani som huvudsakligen bestod av friskyttar från Blekinge, Östra Göinge och Villands härader och som hade Hendrich Ågesen Pflug som sambandsofficer. Dues kompani arbetade också för major Nicolaus 'Nicolaj' Hermansen och amiral Juel. 
Enligt Dues egen rapport arbetade hans kompani bland annat med att avbryta svensk postgång i Sölvesborgstrakten, sedan begav sig kompaniet ner till Helsingborgs- och Landskrona trakten. Därefter återvände de till Blekinge och slogs bland annat mot "Svenshenes Atoleri" och erövrade 28 hästar som de använde för eget bruk. Sedan arbetade de för Hermansen och hans dragoner under en period. De kom mycket bra överens med Hermansen men var besvikna på sin sambandsofficer Henrich Pflug och ville gärna ha honom utbytt. 
Vintern 1678-79 tillbragte Casper Due och delar av hans kompani i Köpenhamn enligt order från Pflug, men de återvände under våren till Skåne och Blekinge. Casper Due blev avrättad den 4 september 1679 av svenskarna genom spetsning på påle. 